# Montanizam
Montanizam je bila ranokršćansko krivovjerje. Nazvano je po začetniku ove sljedbe, Montanu, koji se proglasio „Parakletovim glasnogovornikom”, odnosno donositeljem konačne objave. Montan je smatrao da je on sam veći autoritet od Svetoga pisma.

### Članci
- Bodrožić, Ivan. 2021. Nepoznavanje Pisma je nepoznavanje Krista. Vrhbosnensia. Univerzitet u Sarajevu – Katolički bogoslovni fakultet. Sarajevo. 25 (2): 197–214